# Amplorhinus multimaculatus
Genre
Espèce
Synonymes
- Dipsas smithii Duméril & Bibron, 1854

Amplorhinus multimaculatus, unique représentant du genre Amplorhinus, est une espèce de serpents de la famille des Lamprophiidae.

## Distribution
Cette espèce se rencontre en Afrique du Sud, dans l'est du Zimbabwe et au Mozambique.

## Publication originale
- Smith, 1847 : Illustrations of the Zoology of South Africa; Consisting Chiefly of Figures and Descriptions of the Objects of Natural History Collected during an Expedition into the Interior of South Africa, in the Years 1834, 1835, and 1836... vol. III, Reptilia, Part 26, London, Smith, Elder, & Co..